# Ablösesumme
Die Ablösesumme, im Mietrecht auch Abstand, ist ein Geldbetrag, der bei einem Rechtsgeschäft als Ausgleichszahlung geleistet wird.

## Grundlagen
Das Wort Kaufsumme für diesen Sachverhalt ist nicht korrekt, da kein Kauf als Rechtsgeschäft stattfindet. Insbesondere findet die Ablösezahlung oft nicht zwischen den Vertragspartnern des eigentlichen Geschäfts statt.

## Abschlagszahlung und Ablöse im Mietrecht
Bei der Miete, insbesondere einer Wohnung wird als Abstand, Ablösesumme oder Abschlagszahlung in Deutschland eine vom Vormieter oder Eigentümer verlangte Einmalzahlung bezeichnet. Nach dem österreichischen Mietrechtsgesetz gilt ein grundsätzliches Ablöseverbot. Eine Investitionsablöse ist deshalb nur unter bestimmten Voraussetzungen zulässig. Eine Ablösevereinbarung zwischen Nachmieter und Vormieter kann sich auch auf zu übernehmende Einrichtungsgegenstände, festes Mobiliar oder ähnliches beziehen. 
Seltener wird der Begriff beim Kauf einer Immobilie verwendet. In Deutschland ist die Ablösung von Einrichtungsgegenständen ein von den Behörden kritisch beäugtes Thema, weil dadurch oft versucht wird, weniger Grunderwerbsteuer zu zahlen.

## Ablösen im Sport
Bei diversen Sportarten (z. B. Fußball) wird als Ablösesumme der Geldbetrag bezeichnet, der vom neuen an den alten Verein für den Vereinswechsel – den Transfer – eines Spielers gezahlt wird. Dieses Vorgehen wird von den Sportverbänden seit vielen Jahren gestützt. Wenn die Zahlung einer Ablösesumme nicht dazu dient, einen Spieler mit seiner Zustimmung aus einem laufenden Vertrag vorzeitig „herauszukaufen“, stellt dies eine Behinderung der freien Wahl des Arbeitsplatzes dar und verstößt somit gegen das EU-Recht. Auf Klage des Fußballspielers Jean-Marc Bosman musste diese Praxis für Vereinswechsel nach Vertragsablauf innerhalb der EU fallen gelassen werden (Bosman-Entscheidung).
Das Ablösesystem geriet durch eine Entscheidung des Internationalen Sportgerichtshofes CAS vom 1. Februar 2008 durcheinander: Im Falle des schottischen Fußballspielers Andy Webster, der im Jahre 2006 trotz eines bestehenden Vertrages vom schottischen Fußballverein Heart of Midlothian zum englischen Premier League Team Wigan Athletic gewechselt war, wurde entschieden, dass Fußballprofis nach zwei bis drei Jahren ihren Verein ins Ausland verlassen können (nach Artikel 17 Absatz 1 der FIFA Transferordnung). Der aufnehmende Verein muss dabei dem abgebenden Verein nicht den höheren Marktwert des Spielers, sondern lediglich die noch ausstehenden Gehaltszahlungen erstatten. Die FIFA rechnet damit, dass dadurch die Transfersummen im Fußball gedrückt und die Spielergehälter noch schneller steigen werden.
Die bis dahin höchste Summe für einen Fußballspieler wurde 2017 durch den Transfer von Neymar da Silva Santos Júnior vom FC Barcelona zu Paris Saint-Germain erreicht; für den Transfer wurden rund 222 Millionen Euro bezahlt. Er löste damit Paul Pogba mit seinem Wechsel von Juventus Turin zu Manchester United für eine Ablösesumme von 105 Millionen Euro als den bisherigen Rekordhalter für die höchste Transfersumme ab.
Auch für noch anderweitig unter Vertrag stehende Fußballtrainer haben sich mit der Zeit Ablösen etabliert; der erste solche Fall im deutschen Profifußball war Willi Reimann, der mitten in der Saison 1987/88 gegen 600.000 DM Ablösesumme vom FC St. Pauli zum Hamburger SV wechselte. Die weltweit höchste gezahlte Ablöse für einen Fußballtrainer waren dann geschätzte 15–25 Mio. Euro, die der FC Bayern München 2021 für Julian Nagelsmann an RB Leipzig überwies.

## Kreditablösung
Im Kreditgeschäft ist die Ablösesumme der Betrag, der bei der Kreditablösung an die bisherige Bank gezahlt werden muss, damit der Kredit vollständig bezahlt ist.

## Ablösen im Kontext Ehe und Prostitution
Als Ablösesumme ist auch das Brautgeld zu sehen, in Europa historisch, aber weltweit noch verbreitet. Dabei vergütet die Familie des Bräutigams der Brautfamilie das Aufziehen der Tochter oder die für jene verlorene Arbeitskraft, oder die Brautfamilie der Familie des Bräutigams den Erhalt und sozialen Status der Tochter, beide Formen sind verbreitet – echte Brautkäufe, bei denen ein Eigentumswechsel (an der Braut) stattfindet, waren selbst in historischen Zeiten wenig üblich. Zahlungen durch den Meistbietenden bei Zwangsverheiratung sind hierorts unzulässig.
Weitere Formen sind die Morgengabe, die Ablöse der Jungfernschaft vom Bräutigam an die Braut, oder das historische Gassengeld, die Ablöse eines ortsfremden Bräutigams an die einheimischen Junggesellen für die verlorene Chance.
Verbreitet sind Ablösen auch in der Prostitution, etwa als Abstecke für Übernahme einer Prostituierten zwischen Zuhältern oder von der Prostituierten für den Ausstieg zu leisten – ein Indiz für Zwangsprostitution, auch Erpressung kommt in Frage.

## Ausgedinge und Anerbenrecht
Ablösezahlungen waren außerdem in der historischen Landwirtschaft verbreitet, wo der Jungbauer dem Altbauern einen Abschlag zahlt, den Austrag/Ausgedinge, sowie dem bäuerlichen Alleinerben (meist erstgeborenen) im Falle seines Verzichts, das Anerbgeld (Abwichsgeld, Astantengeld).

## Weitere Verwendung
Auch in anderen Zusammenhängen wird der Begriff Ablösesumme verwendet:
- Bei der Übernahme eines Tieres aus einem Tierheim
- Im Zuge der Kostenteilung von Baumaßnahmen an Verkehrswegen für den künftigen Unterhalt und die Erneuerung gemäß Verordnung zur Berechnung von Ablösungsbeträgen nach dem Eisenbahnkreuzungsgesetz, dem Bundesfernstraßengesetz und dem Bundeswasserstraßengesetz (ABBV)[8]